# NGC 7176
NGC 7176 este o galaxie situată în constelația Peștele Austral. A fost descoperită în 23 septembrie 1834 de către John Herschel. Se află la o distanță de 35,38 de megaparseci de Pământ.